# 布鲁萨波尔托
布鲁萨波尔托（義大利語：Brusaporto），是意大利贝加莫省的一个市镇。总面积5平方公里，人口5250人，人口密度1050.0人/平方公里（2009年）。国家统计（ISTAT）代码为016042。